# CROSS (アダルトビデオ)
CROSS（クロス）は、日本のアダルトビデオメーカー。
北都（アウトビジョン）の外部メーカーの一つ。
V&Rプランニング出身のインジャン古河・元クロスワールドの松嶋クロス両監督を軸とする若手監督集団が立ち上げたアダルトビデオ制作会社・有限会社古松映像のメーカー部門。
2005年11月にセル商品のリリースを開始、2006年2月からはレンタル商品もリリースしている。
古松映像自体は、ジャパンホームビデオ・ビジュアルインフォメーションプロダクツ（VIP）などのビデ倫メーカーに作品を提供しており、CROSSの作品は同様に北都に作品を提供、営業・販売はセル向けがアウトビジョン、レンタル向けはティーアイエスが担当する形となっている。
「時代と発想から生まれる男の願望を、最強の映像とデジタルモザイクで。」をモットーとした作品をリリースしている。
2015年5月のリリースが最後となっている。

## 古松映像所属のAV監督
- 元クロスワールド
  - 松嶋クロス※
  - ザック荒井（英語: Zack Arai）
  - ドラゴン西川（英語: Dragon Nishikawa）
- 元オフィスペナルティ（インジャン古河の制作会社）
  - インジャン古河※
  - キャプテン江原
  - 鼠先輩（歌手デビュー前）
- 元h.m.p
  - 武井寅泰
- ピンキー小山内
- 滝野川進之助
- タイガー小堺

## AV女優
- MEW - エスワンでデビューし、MOODYZで活躍した後、CROSS初の専属女優になった。